# Escartín (Huesca)
Escartín es un despoblado y antiguo municipio de España, actualmente perteneciente al municipio de Broto (Huesca), en la comarca de Sobrarbe, y la comarca natural de Sobrepuerto, del Pirineo aragonés. La población está a 1.350 m s. n. m.

## Geografía
Desde el pueblo puede verse Basarán y la Estiva (2006 m). Detrás de él se encuentra la Manchoya (2034 m), en lo alto de Sobrepuerto sobre una ladera que desciende hasta el río Otal, o Glera, en la parte meridional del monte.
El suelo está formado por materiales blandos (calizas, arenas y arcillas) careciendo de suficiente cobertura vegetal por lo que las aguas de arroyamiento remarcan sobre su superficie barranqueras y saltos que salvan el terreno calcáreo. Los pinares son escasos, en la parte noroeste, y los robledales, en la parte solanera.

## Clima
Es un clima continental modificado por la altura y su orientación meridional, pudiendo presentar fuertes contrastes térmicos diarios. Los veranos son breves (apenas dos meses y medio), de carácter caluroso y seco. Los inviernos, por contra, son muy largos, permaneciendo la nieve desde mediados de diciembre a inicios de marzo. En la Manchoya la nieve perdura hasta finales de junio. La primavera es prácticamente inexistente, fría y lluviosa, mientras que el otoño, más estable, recibe lluvias abundantes al final de la estación.

## Flora y fauna
La vegetación está dispuesta por pisos influenciada por la exposición u orientación. A partir de los 1.700 m s. n. m. existen praderas naturales de tipo alpino en la Sierra (Capañada, Contalé, Cotonal, Vallones, Cubilás). Los bosques de pinos son escasos y abundan más los robledales. Existen grandes extensiones cubiertas de arbustos como bojes, aliagas, erizones, etc.
En lo que respecta a la fauna se observa una rica variedad de reptiles (lagartijas, tritones, salamandras, lagartos o culebras) así como otras especies como mamíferos (jabalíes, zorros, tejones, ardillas, conejos, liebres, gato montés, etc), aves (cuervos, buitres, alimoches, águilas, mochuelos, búhos, lechuzas, mirlos, cardelinas, vencejos, gorriones, perdices, codornices, pinzones, etc).

## Demografía

### Localidad
Datos demográficos de la localidad de Escartín desde 1900:
| 128                   | 137 | 97 | 61 | 46 | 48 | 26 | 2 | -- | -- | -- |
| (Fuente: IAEST e INE) |     |    |    |    |    |    |   |    |    |    |

- Datos referidos a la población de derecho.
- No figura en el Nomenclátor desde el año 1981.

### Antiguo municipio
Datos demográficos del municipio de Escartín como entidad independiente:
| 178           | -- | -- | -- | -- | -- | -- | -- |
| (Fuente: INE) |    |    |    |    |    |    |    |

- Entre el censo de 1857 y el anterior, este municipio desaparece porque se integra en el municipio de Basarán.
- Datos referidos a la población de derecho, excepto en los censos de 1857 y 1860 que se refieren a la población de hecho.

## Personalidades nacidas de Escartín
- José María Satué